# 貝爾維迪爾鎮區 (密歇根州)
貝爾維迪爾鎮區（英語：Belvidere Township）是位於美國密歇根州蒙卡爾姆縣的一個行政鎮區。

## 地方資料
貝爾維迪爾鎮區的面積為93.30平方千米，當中陸地面積為89.70平方千米，而水域面積為3.60平方千米。根據2020年美國人口普查的數據，當地共有人口2135人，而人口密度為每平方千米22.88人。